# Szőreg (Magyarország)
Szőreg egykori község Csongrád-Csanád vármegyében, ma Szeged városrésze.

## Fekvése
Szeged belvárosától délkeletre, a torontáli háromszög Marosszög nevű északi csücskében helyezkedik el; délkeleti irányban Szeged legkülső belterületi városrésze. Külterületi határrészei észak felé a Marosig, dél felé az országhatárig nyúlnak el; további szomszédai: kelet felől Deszk, délnyugat felől Újszentiván, északnyugat felől pedig Újszőreg és Cserőke városrészek határolják.

### Megközelítése
A városrész északi részén, nyugat-keleti irányban keresztülhalad a Szegedről Makóra, majd onnan Románia (Arad) irányába továbbvezető 43-as főút, így az a leginkább kézenfekvő megközelítési útvonala Szeged belvárosa és Makó felől is. Belterületén, annak főutcájaként a 43-as főutat Kübekházával összekötő 4302-es út halad végig, Újszentivánnal és Tiszaszigettel a 43 104-es út köti össze.
A hazai vasútvonalak közül Szőreget a MÁV 121-es számú Kétegyháza–Újszeged-vasútvonala érinti, amelynek jelenleg egy megállási pontja van itt, Szőreg vasútállomás. Az állomás a vasútvonal állomásainak viszonylatában Deszk megállóhely és Újszeged vasútállomás között található, közúti elérését a 43 304-es út teszi lehetővé.
A szőregi állomás egykor vasúti csomópont volt, három felé ágaztak el itt a sínek: az áthaladó egykori Szeged–Temesvár-vasútvonalhoz itt csatlakozott a ma is meglévő Makó-kétegyházi és a szintén megszűnt Karlováig (később már csak Vedresházáig) tartó vonal. Szeged és Szőreg között kétvágányú volt a pálya. A falu két másik vasúti megállója, Szőreg-Újtelep megállóhely és Újszőreg megállóhely már megszűnt.

## Története

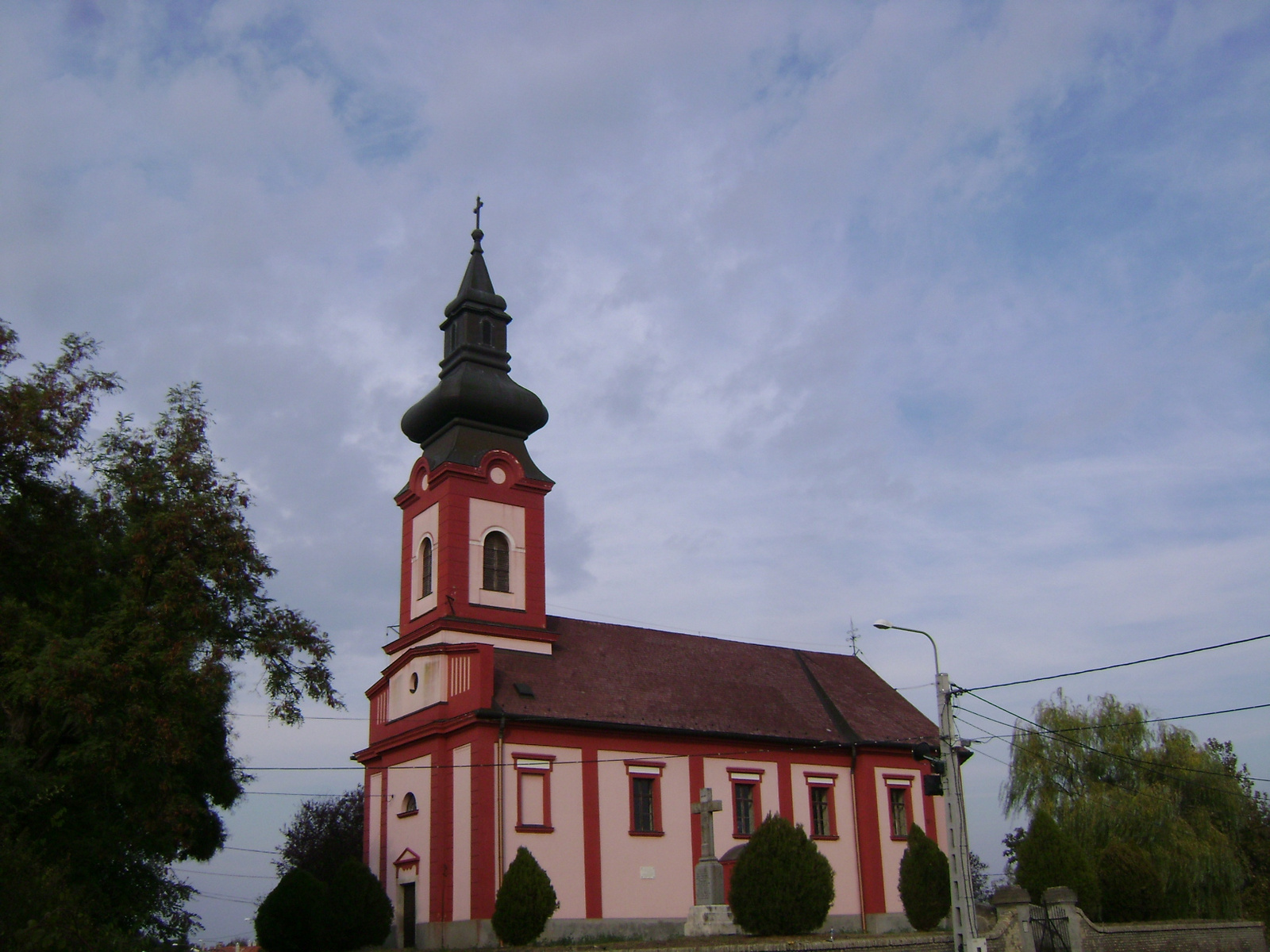
Szerb ortodox templom

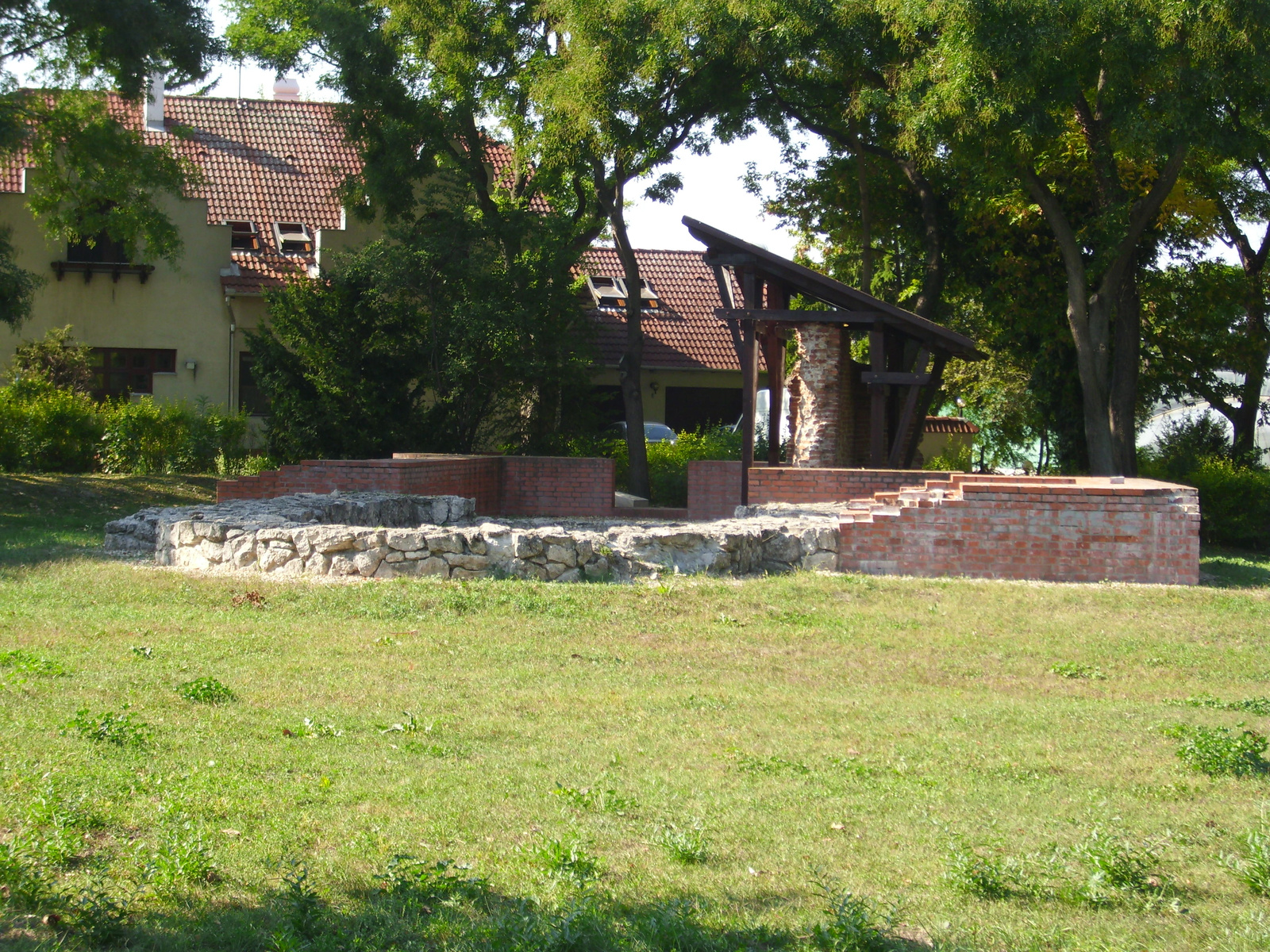
Árpád-kori templom romja

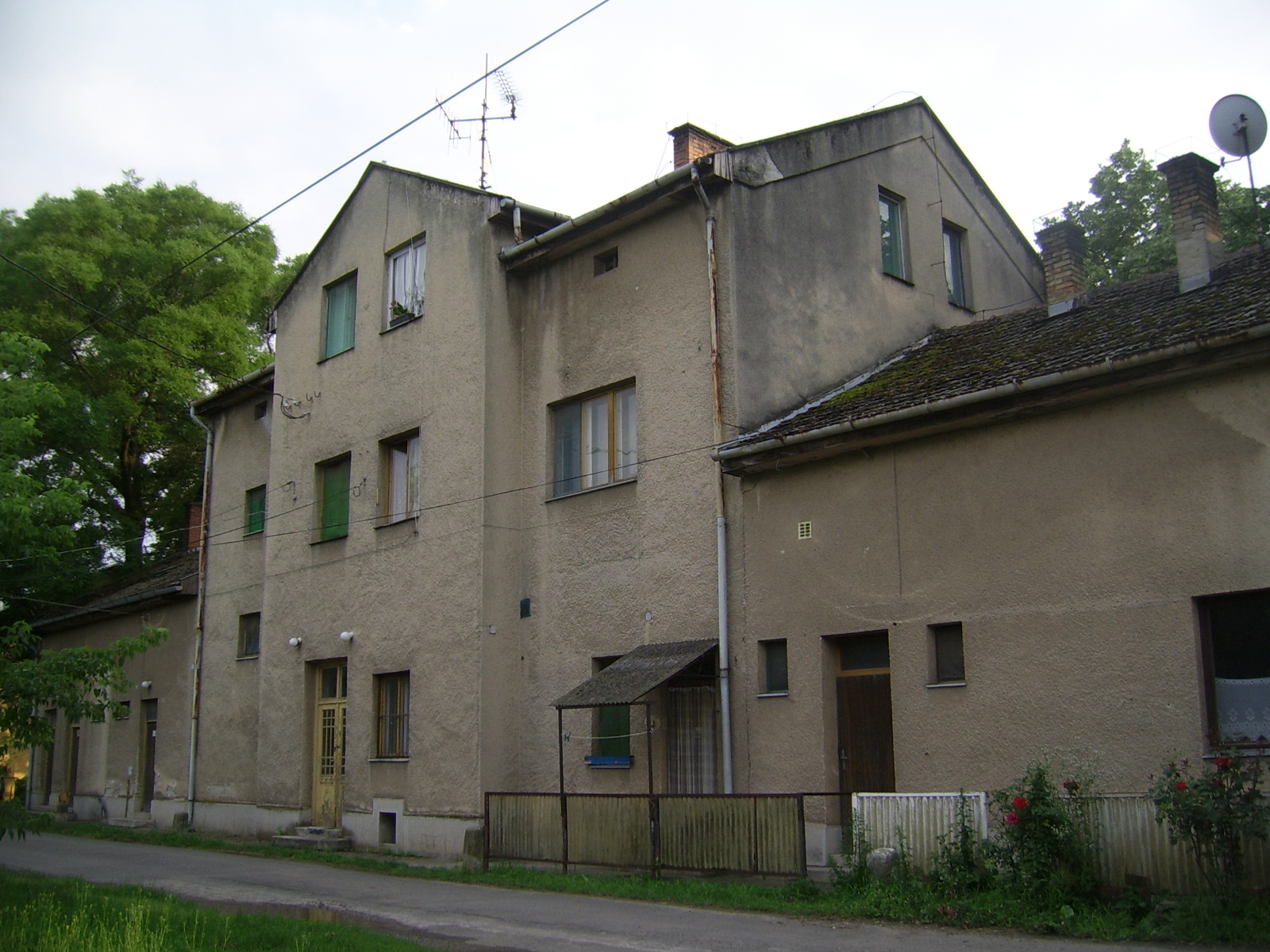
Szőreg vasútállomás főépületének utcai homlokzata

Árpád-kori település. 1552-ben a török elpusztította a települést. Később magyarok és szerbek kezdtek visszatelepülni.
1752-ben fölépült fából az Alexandriai Szent Katalin tiszteletére szentelt templom. 1761-ben plébánia is épült. 1779-ben építették föl a Kisboldogasszonyról elnevezett szerb templomot.
1848-49-ben súlyos harcok helyszíne a határ. 1849. augusztus 5-én itt ütközött meg a Haynau túlerőben lévő osztrák főserege a Dembinszky irányította magyar, lengyel és olasz csapatokkal.
Az első világháború után a Maros vonaláig fölvonuló szerb katonaság 1918. november 19-én megszállta a községet. 1921. augusztus 21-én kivonultak a szerb csapatok.
A századfordulón kezdődött a szőregi gyümölcsfa- és rózsatermelés. A községben jó közlekedési kapcsolatainak köszönhetően már 1907-ben gyáripar is született: az Aszfalt és Kátránypapír Rt., a Petróleumgyár Rt. telepei és három téglagyár.1967-ben alakult meg a rózsatermelők virág- és dísznövény-szövetkezete.
1923-ig Torontál vármegye Törökkanizsai járásához tartozott. 1923 és 1945 között Csanád, Arad és Torontál k.e.e. vármegye, majd 1945 és 1950 között Csanád vármegye Torontáli járásához tartozott. Az 1950-es megyerendezés során Csongrád megyéhez került, ahol a Szegedi járásba osztották be.
Szegedhez 1973-ban csatolták.
Az 5840 lakosú városrész (1992) fontos szerepet tölt be Szeged mezőgazdasági terményekkel való ellátásában. A város ad munkát sok szőreginek, és az általános iskolát végzett fiatalok is ott tanulnak tovább.

## A szőregi monostor
A helység monostora 1239-ben már fennállt; alapítója azonban ismeretlen. A szőregi monostort, Szent Fülöp tiszteletére alapították. A kunok 1280 évi hadjárata alatt pusztult el és többé nem épült fel. Az apátság épületeinek rommaradványai a régi temetőben a 20. század elejének adatai szerint még láthatók voltak.
Egy 1247-ből fennmaradt oklevél említette a monostor apátját is, aki a szegedi polgárokat Tápé birtokába bevezette.

## Híres szőregiek
- Beck István (Bek Pista) szegedi városi tisztviselő, néprajzi gyűjtő és mecénás, a régi Szeged közéletének jelentős szereplője (1848–1912) Szőregen született.
- Beck Mihály kémikus, egyetemi tanár, az MTA tagja.
- Péter László Szeged díszpolgára,  magyar irodalomtörténész, egyetemi tanár, várostörténész, nyelvész, folklorista, aki kisgyermekkora óta, haláláig Szőregen élt.
- Joe Bugner, alias Kreul József, világbajnok profi bokszoló, aki több Bud Spencer & Terence Hill filmben is játszott.
- Vajda Attila olimpiai bajnok kenus
- Balla József olimpiai ezüstérmes birkózó
- Zelena András egyetemi oktató, cég- és intézményvezető, kutatási területe: halálhírközlés, traumatizáció.

## Nevezetességei
- Árpád-kori templomrom
- Kisboldogasszony szerb ortodox templom
- Katolikus templom
- Trianon-emlékoszlop[2]

## Az irodalomban
- Szőreg a címadó helyszíne Móra Ferenc Kéményseprőéknél Szőregen című elbeszélésének.